# Asbjørn Bøndergaard
Asbjørn Bøndergaard (født 5. maj 2004) er en dansk professionel fodboldspiller, der spiller som angriber for den danske 1. divisionsklub Fredericia, udlejet fra den danske Superliga-klub Silkeborg IF.

## Klubkarriere

### Silkeborg IF
Bøndergaard kom i sommeren 2019 til Silkeborg IF fra Ringkøbing IF.
I juni 2024 blev Bøndergaard sammen med holdkammeraten Oscar Fuglsang lejet ud til den danske 1. Divisionsklub Fredericia for den kommende sæson.

## Eksterne links
- Asbjørn Bøndergaard profil på Soccerway

- Asbjørn Bøndergaard i DBU's Landsholdsdatabase